# Edmund Halley

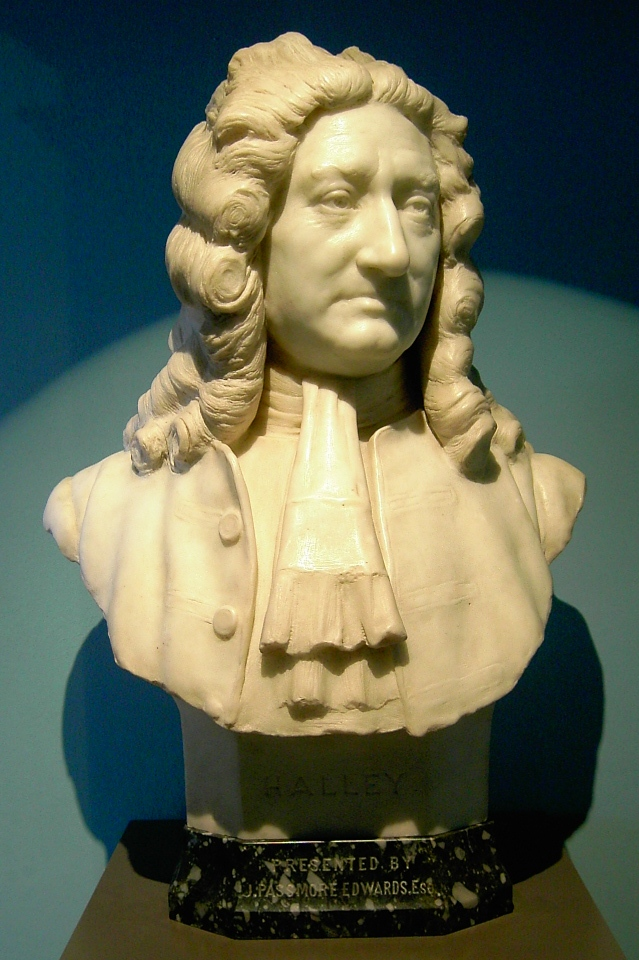
Busta Edmonda Halleyho v Muzeu Royal Greenwich Observatory

Edmund Halley (někdy Edmond, 8. listopadu 1656 – 25. ledna 1742) byl anglický astronom, geofyzik, matematik, meteorolog, fyzik a demograf.

## Život
Halley se narodil v Haggerstonu v Londýně, jako syn bohatého mydláře a solnaře.[zdroj⁠?!] Už jako dítě se hodně zajímal o matematiku. Studoval v St Paul's School a od roku 1673 na The Queen's College v Oxfordu. Ještě jako nedostudovaný publikoval práci o sluneční soustavě a slunečních skvrnách.
Na Oxfordu se setkal s královským astronomem a ředitelem Greenwichské observatoře Johnem Flamsteedem. V roce 1675 mu napsal dopis, ve kterém ho upozornil na chyby v jeho astronomických tabulkách, které se týkaly pohybu Jupitera a Saturnu. Tím si získal Flamsteedovo uznání, pomohl mu publikovat první vědecký článek v časopise Philosophical Transaction, a roku 1676 ho udělal v Greenwichi svým asistentem. Teprve později je oba vědce rozdělily vášnivé spory.
V roce 1676 se ještě nedostudovaný Halley, finančně podpořen králem anglickým Karlem II., vydal na jihoatlantický ostrov Svatá Helena s úmyslem studovat tam hvězdy z jižní polokoule. Do Anglie se vrátil v listopadu 1678. Následující rok vydal Catalogus stellarum australium, který obsahoval detaily o 341 jižních hvězdách. Tyto jeho dodatky do hvězdné mapy mu zajistily srovnávání s Tycho Brahem.
Během ročního pobytu na Svaté Heleně také velmi zkoumal podmořský svět. Pozoroval sépie, ale především měřil slanost mořské vody, čímž chtěl určit stáří Země. Jeho odhady, ač dnes chápané jako poměrně nepřesné, mu každopádně znepřátelily anglikánskou církev, neboť vysoce překračovaly obvyklé výpočty stáří Země na základě údajů z Bible. Zkoumání moře ho také přivedlo k celoživotnímu zájmu o zdokonalení potápěčského vybavení.
Po návratu z expedice byl zvolen členem Royal Society (od 1685 jejím sekretářem) a na přímluvu krále získal konečně i magisterský titul (Master of Arts) na Oxfordu.
V roce 1688 Halley vydal druhou část výsledků ze svojí expedice, šlo o pojednání o pasátech a monzunech. V této práci také označuje sluneční ohřívání jako příčinu pohybů atmosféry. Také zjistil vztah mezi barometrickým tlakem a nadmořskou výškou. Jeho tabulky se staly důležitým přínosem pro nově vznikající obor vizualizace informací.
Halley se oženil v roce 1682 a usadil se v Islingtonu. Většinu času strávil pozorováním Měsíce, ale také se zajímal o problematiku gravitace. Jeden z problémů, který ho zaujal, byl Keplerův zákon o pohybu planet (1. Keplerův zákon). V srpnu 1684 odjel do Cambridge aby to prodiskutoval s Isaacem Newtonem. Dověděl se, že Newton už problém vyřešil, ale nic o tom nesepsal. Halley ho přesvědčil aby napsal Principia mathematica philosophiae naturalis (1687), kniha potom vyšla na Halleyovy náklady.
V roce 1690 dokončil plány na potápěčský zvon, přístroj, který umožňoval dlouhodobý pobyt pod vodou s oknem pro podmořský výzkum. Do zvonu se měli vejít tři lidé a měli mít možnost se potopit do hloubky až 18 metrů. V Halleyově plánu je vzduch doplňován barely se vzduchem, které jsou posílány z hladiny dolů.
V roce 1691 vypuklo nepřátelství mezi ním a Flamsteedem, když se Flamsteed postavil proti Halleyově profesuře astronomie na Oxfordu. Halley reagoval sžíravou kritikou Flamsteedovy studie o přílivu a odlivu. Isaac Newton se marně snažil oba vědce usmířit. Později Flamsteed zuřil, když Halley nechal v nakladatelství Královské společnosti vydat Flamsteedovo ještě nedokončené dílo Historia Coelestis Britannica. Skoupil skoro všechny exempláře a demonstrativně je spálil.
V roce 1693 napsal Halley článek o životních rentách (důchodech), který obsahoval rozbor věku blízkého smrti. Údaje získal ve Vratislavi (Breslau) ve Slezsku (tehdy součást České koruny, resp. Habsburské monarchie; dnes v Polsku), díky tomu, že město si vedlo velmi pečlivé záznamy. Tímto umožnil anglické vládě prodávat životní důchod za odpovídající cenu založenou na věku kupujícího. Halleyova práce silně ovlivnila nauku o pojišťovnictví. Sestrojení úmrtnostních tabulek pro Vratislav, které následovalo po mnohem primitivnější práci Johna Graunta, je dnes považováno za hlavní událost v historii demografie.
V roce 1698 byl pověřen kapitánem lodě Paramore, aby vykonal rozsáhlá pozorování zemského magnetismu. Tento úkol splnil při výpravě v Atlantiku od 52 stupňů severní šířky po 52 stupňů jižní šířky, která trvala dva roky. Výsledky publikoval v díle Obecná mapa o odchylkách kompasu (1701). Byla to první mapa, na které se objevily izogony, zvané též Halleyovy čáry.
V listopadu 1703 byl jmenován profesorem geometrie na Oxfordské univerzitě a v roce 1710 získal čestný titul doktora práv. V roce 1705 s použitím historických astronomických metod vydal titul Synopsis astronomia cometicae, kde vyslovil svou domněnku o tom, že v případě pozorování komet v letech 1456, 1531, 1607 a 1682 šlo o stejné těleso, o kterém předpověděl, že se v roce 1758 vrátí. Když se tak opravdu stalo, kometě se začalo říkat Halleyova kometa.
V roce 1716 Halley navrhl přesné změření vzdálenosti Země od Slunce pomocí měření doby přechodu Venuše. V roce 1718 objevil pohyb „stálých“ hvězd tím, že porovnal svá astrometrická měření s poznatky starověkých Řeků. Jejich poznatků si velmi vážil, přeložil Apolloniův spis O kuželosečkách a dokonce se pokusil zrekonstruovat jeho ztracený osmý díl.
V roce 1720 vystřídal zesnulého Flamsteeda na místě královského astronoma a tuto pozici si udržel až do smrti. Byl pochován v kostele sv. Markéty v Lee v jihovýchodním Londýně.

## Dutá Země
V roce 1692 Halley předložil myšlenku o duté Zemi. Zem se měla skládat ze skořápky silné asi 800 km, dvou vnitřních soustředných skořápek a nejniternějšího jádra podobně velkých jako průměry planet Venuše, Marsu a Merkuru. Skořápky od sebe dělila atmosféra a každá také měla vlastní magnetické póly. Tyto koule měly rotovat různou rychlostí. Halley nabízel tuto myšlenku jako vysvětlení neobvyklých měření kompasem. Předpokládal, že vnitřní atmosféry svítí (a jsou možná obydlené), a domníval se, že unikání těchto atmosfér z vnitřku Země na její povrch způsobuje polární záři.

## Pojmenováno po Halleyovi
- Halleyova kometa – Halley předpověděl její návrat
- Halleyův kráter na Marsu
- Halleyův kráter na Měsíci
- Halleyova výzkumná stanice v Antarktidě